# William Berger
William Berger (també conegut com a Bill Berger o Wilhelm Berger); nascut Wilhelm Thomas Berger (Innsbruck, Àustria, 20 de juny de 1928 − Los Angeles, Estats Units, 2 d'octubre de 1993) va ser un actor austríac, conegut per les seves interpretacions en Spaghetti westerns o westerns europeus.

## Trajectòria artística
Durant els seus anys estudiantils va ser company d'habitació de Keith Richards. Els seus inicis professionals van ser en obres teatrals de Broadway.
La seva trajectòria cinematogràfica ronda el centenar de títols d'aventures, thrillers, westerns i altres gèneres populars. Va treballar en un parell d'ocasions amb el realitzador Marco Ferreri, en L'uomo dei cinque palloni (1965) i en L'harem. En aquesta última, va interpretar un dels pretendents de Carroll Baker, al costat de Gastone Moschin i Renato Salvatori.
A Itàlia, va aconseguir el seu primer paper en un western, El cisco (1965), de Sergio Bergonzelli. Li seguirien altres títols del spaghetti western que el van convertir en un actor característic dins del subgènere: Faccia a faccia (1967), ...Se incontri Sartana prega per la tua morte (1968), Oggi a me... domani a te! (1968), Sabata (1969), Keoma (1976) -tal vegada l'últim western a la italiana de culte- o Califòrnia (1977).
A principis de la dècada dels 70, la carrera de Berger es va interrompre de manera temporal en ser tancat en una presó italiana, acusat de possessió d'haixix i cocaïna. En aquest cas, es va veure embolicada la també actriu Carol Lobravico, que va morir durant la seva detenció en un psiquiàtric criminal. Berger seria alliberat després de comprovar-se que l'acusació era equivocada.
Berger va reprendre la seva activitat cinematogràfica en pel·lícules de gèneres diversos. Amb Jesús Franco, va rodar Un capità de quinze anys (1972), La nit dels assassins (1976), Cartes d'amor d'una monja portuguesa (1977) -inspirada en l'obra de Mariana Alcoforado- o Joc brut a Casablanca (1984). Altres títols inclouen Superfly T. N. T. -blaxploitation interpretada als Estats Units-, Hercules (1983), El devorador de l'oceà (1984), Berlín interior (1985), Germà de l'espai (1986), Minaccia d'amore (Dial Help), (1988) o La puta del rei (1990).
En els vuitanta, participaria en alguns intents televisius de revitalitzar el western a la italiana: l'adaptació del còmic a la italiana Tex e il signore degli abissi (1985) de Duccio Tessari, en el qual va interpretar Kit Carson, o Django 2 (Il gran ritorno, 1987) de Nello Rossati.
Al llarg de la seva carrera, Berger treballaria amb alguns realitzadors francesos i italians de la importància de Marco Ferreri, Costa-Gavras, Marcel Carnet, Sergio Sollima, Alberto Lattuada, Dino Risi, Liliana Cavani, Giuliano Montaldo, Enrico Maria Salern o Claude Chabrol.
El 1985 va publicar unes memòries, titulades Half Way Home. Berger va morir a Los Angeles, Califòrnia el 2 d'octubre de 1993, a causa d'un càncer de pròstata.

## Vida personal
Berger va contreure matrimoni en diverses ocasions, i tingué un total de sis fills.
De la seva primera dona va tenir dues filles, Carin Berger (1952) i l'actriu Debra Berger (17 de març de 1957). El seu primer fill, Wendell Nelson Berger, va néixer el 28 de desembre de 1972. La seva segona esposa va ser l'actriu, cantant i lletrista Hanja Kochansky; d'ella va tenir dos fills, l'actriu Katya Berger i Kasimir Berger (Londres, 7 d'octubre de 1974), actor infantil al costat del seu pare en la sèrie televisiva Christopher Columbus (1985). El 21 de juny de 1975 va néixer el seu últim fill, Alexander Völz, que va tenir amb Dörte Völz. No va tenir fills del seu últim matrimoni, amb Linda Berger.

## Filmografia
Cinema
- Von Ryan's Express (1964)
- L'uomo dei cinque palloni, de Marco Ferreri (1965)
- La lama nel corpo, d'Elio Scardamaglia (1966)
- El Cisco, de Sergio Bergonzelli (1966)
- The Day the Fish Came Out, de Mihalis Kakogiannis (1967)
- La gran notte di Ringo, de Mario Maffei (1967)
- L'harem, de Marco Ferreri (1967)
- Faccia a faccia, de Sergio Sollima (1967)
- ...Se incontri Sartana prega per la tua morte, de Gianfranco Parolini (1968)
- Oggi a me... domani a te!, de Tonino Cervi (1968)
- Sabata (Ehi amico... c'è Sabata, hai chiuso!), de Gianfranco Parolini (1969)
- Sartana nella valle degli avvoltoi), de Roberto Mauri (1970)
- 5 bambole per la luna d'agosto, de Mario Bava (1970)
- Un capità de quinze anys, de Jesús Franco (1972)
- Mio caro assassino, de Tonino Valerii (1972)
- Luger calibro 9: massacro per una rapina, de Peter Patzak (1973)
- Els ulls sinistres del doctor Orloff, de Jesús Franco (1973)
- Il giustiziere  di Dio, de Franco Lattanzi (1973)
- Superfly T. N. T., de Ron O'Neal (1973)
- La merveilleuse visite, de Marcel Carnet (1974)
- Parapsycho - Spektrum der Angst, de Peter Patzak (1975)
- Morire a Roma, de Gianfranco Mingozzi (1975)
- Cuibul salamandrelor, de Mircea Dragan (1976)
- Gli amici di Nick Hezard, de Fernando Di Leo (1976)
- Telefoni bianchi, de Dino Risi (1976)
- La nit dels assassins, de Jesús Franco (1976)
- Keoma (Keoma), d'Enzo G. Castellari (1976)
- L'Agnese va a morire, de Giuliano Montaldo (1976)
- Die Liebesbriefe einer portugiesischen Nonne, de Jesús Franco (1977)
- Per questa notte, de Carlo Di Carlo (1977)
- Califòrnia, de Michele Lupo (1977)
- Esposa i amant (Mogliamante), de Marco Vicario (1977)
- Porco mondo, de Sergio Bergonzelli (1978)
- Die Totemschmecker, d'Ernst R. von Theumer (1979)
- I viaggiatori della sera, d'Ugo Tognazzi (1979)
- Il giorno del Cobra, d'Enzo G. Castellari (1980)
- Holocaust - I ricordi, i deliri, la vendetta, d'Angelo Pannacciò (1980)
- Bosco d'amore, d'Alberto Bevilacqua (1981)
- Ripacsok, de Pál Sándor (1981)
- La vela incantata, de Gianfranco Mingozzi (1981)
- La ragazza di Trieste, de Pasquale Festa Campanile (1982)
- Hanna K., de Costa-Gavras (1983)
- Il momento dell'avventura, de Faliero Rosati (1983)
- Hercules (1983)
- Shark: Rosso nell'oceano, de Lamberto Bava (1984)
- Joc brut a Casablanca, de Jesús Franco (1984)
- Le avventure dell'incredibile Ercole, de Luigi Cozzi (1985)
- Interno berlinese, de Liliana Cavani (1985)
- Il giorno prima, de Giuliano Montaldo (1987)
- Der todt des Empedokles, de Danièle Huillet i Jean-Marie Straub (1987)
- Luci lontane, d'Aurelio Chiesa (1987)
- Minaccia d'amore (Dial Help), de Ruggero Deodato (1988)
- Maya, de Marcello Avalone (1989)
- Doctor M., de Claude Chabrol (1990)
- La puta del rei (The King's Whore), d'Axel Corti (1990)
- 18.000 giorni fa, de Gabriella Gabrielli (1993)
- Berlin '39, de Sergio Sollima (1994)
- The Golden Beetle, de Jesús Franco (1994)

Televisió
- Reporter's Story, de Guido Zurli (1977)
- Circuito chiuso, de Giuliano Montaldo (1978)
- Il treno per Istanbul (1979)
- I ragazzi di celluloide, de Sergio Sollima (1981)
- Un'avventura a Campo de' Fiori, de Luigi Magni (1982)
- The Scarlett and the Black, de Jerry London (1983)
- I ragazzi di calluloide 2, de Sergio Sollima (1984)
- Die Försterbuben, de Peter Patzak (1984)
- Cristoforo Colombo, d'Alberto Lattuada (1985) (minisèrie)
- Going for the Gold: The Bill Johnson Story, de Don Taylor (1985)
- I due prigionieri, d'Anton Giulio Majano (1985)
- Una gran storia d'amore, de Duccio Tessari (1987)
- Appuntamento a Trieste, de Bruno Mattei (1987) (minisèrie)
- Li due croci (1988)
- I'm Dangerous Tonight, de Tobe Hooper (1990)
- Il barone, d'Alessandro Fracassi, Richard T. Heffron i Enrico Maria Salern (1995) (minisèrie)